# Крейг Едвард ДеФорест
Крейг Едвард ДеФорест (нар. 1968) — американський геліофізик та колишній голова Відділу сонячної фізики Американського астрономічного товариства, директор відділу сонячної та геліосферної фізики Південно-західного дослідницького інституту в Боулдері, штат Колорадо.

## Наукові результати
На початку кар'єри ДеФорест брав участь у створенні рентгенівського сонячного телескопа MSSTA, який літав у космос на суборбітальній ракеті, ставши прототипом сучасної оптики з нормальним падінням в екстремальному ультрафіолетовому діапазоні, такої як використовувана в Solar Dynamics Observatory. 1998 року ДеФорест відкрив звукові хвилі в сонячній короні. Він допоміг стандартизувати методи комп'ютерного зору, що використовуються для вимірювання та відстеження магнітних полів на поверхні Сонця. ДеФорест спільно з Чарльзом Канкельборгом винайшов флуксонно-напівлагранжевий підхід до чисельних магнітогідродинамічних моделювань. Він також написав новаторську роботу з кількісного дистанційного зондування сонячного вітру за допомогою томсонівського розсіяного світла. ДеФорест є головним дослідником місії PUNCH, яка була запущена у 2025 році для вивчення сонячної корони та походження сонячного вітру.

## Інша діяльність
ДеФорест відомий поза межами наукового співтовариства геліофізики своїм внеском у розробку програмного забезпечення з відкритим кодом, зокрема Perl Data Language та Audacity, а також своєю великою роботою з популяризації наукових даних серед громадськості.